# Aethioplites madagascariensis
Aethioplites madagascariensis är en stekelart som beskrevs av Heinrich 1938. Aethioplites madagascariensis ingår i släktet Aethioplites och familjen brokparasitsteklar. Inga underarter finns listade i Catalogue of Life.